# Antonio Eder
Antonio Eder (Curitiba, 19 de fevereiro de 1971) é um quadrinista brasileiro. Foi coeditor da Editora Nona Arte, junto com André Diniz.
Iniciou publicando fanzines nos anos 80 até meados dos anos 90.
Compõe o casting dos criadores do personagem O Gralha, que ilustrou a revista Metal Pesado (1997), teve tiras vinculadas ao jornal Gazeta do Povo, álbum de quadrinhos pela editora Via Lettera (2001) e outro pela editora Quadrinhópole (2014).
Atualmente trabalha com animação e é responsável pela direção de arte do longa-metragem Brichos.

## Obras publicadas
- Osvaldo (Marca de Fantasia) - HQ roteirizada por Edgard Guimarães, criada para o projeto Graphc Talents da Editora Escala[2]
- Chalaça - O Amigo do Imperador (Conrad Editora) - que narra as histórias secretário particular do Imperador Dom Pedro I. Concebido em parceria com o roteirista André Diniz.
- Espectros Microscópicos (Editora Nona Arte) - compilação de HQs do autor. Editora Conrad.
- Duetos Essenciais, em parceria com Edgar Franco (Marca de Fantasia)